# Gmina Czernichów (Powiat Krakowski)
Die Gmina Czernichów ist eine Landgemeinde im Powiat Krakowski der Woiwodschaft Kleinpolen in Polen. Ihr Sitz ist das gleichnamige Dorf mit etwa 3850 Einwohnern.

## Geographie
Die Landgemeinde liegt am linken Ufer der Weichsel.

## Sehenswürdigkeiten in Czernichów
- Römisch-katholische gemauerte Kirche (15. Jahrhundert)
- Kapelle, erbaut vor dem Jahre 1687
- Gutshof

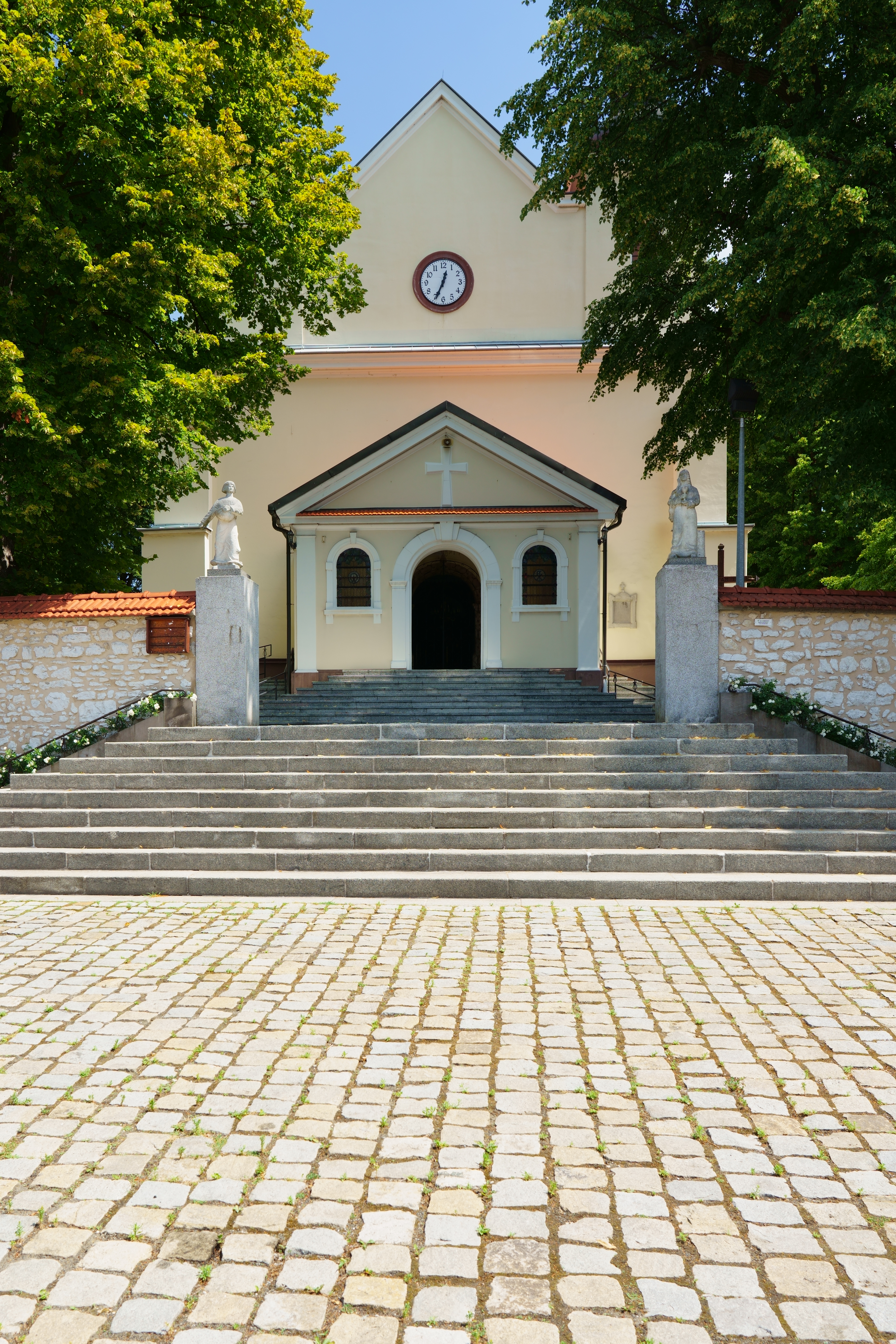
Kirche
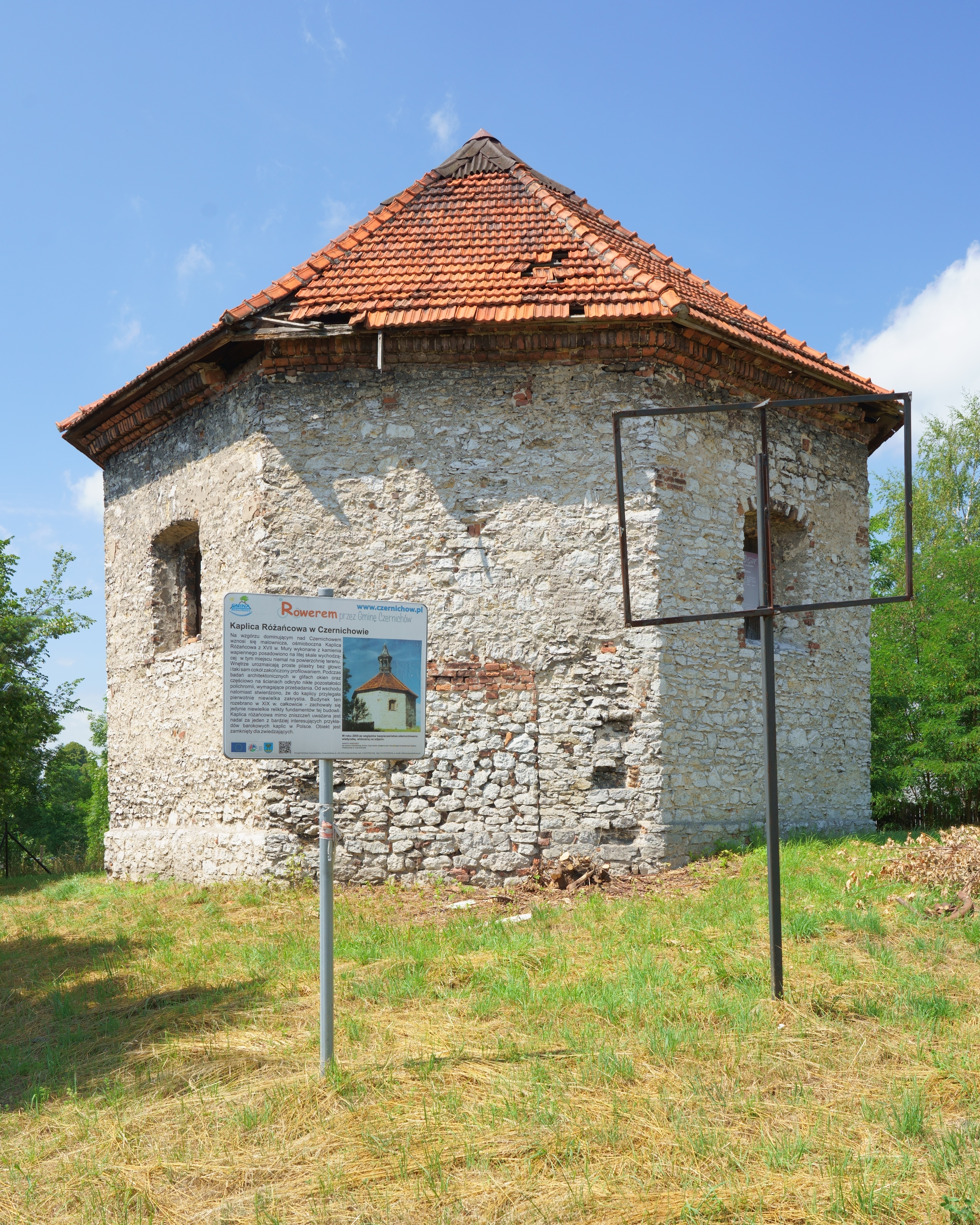
Kapelle
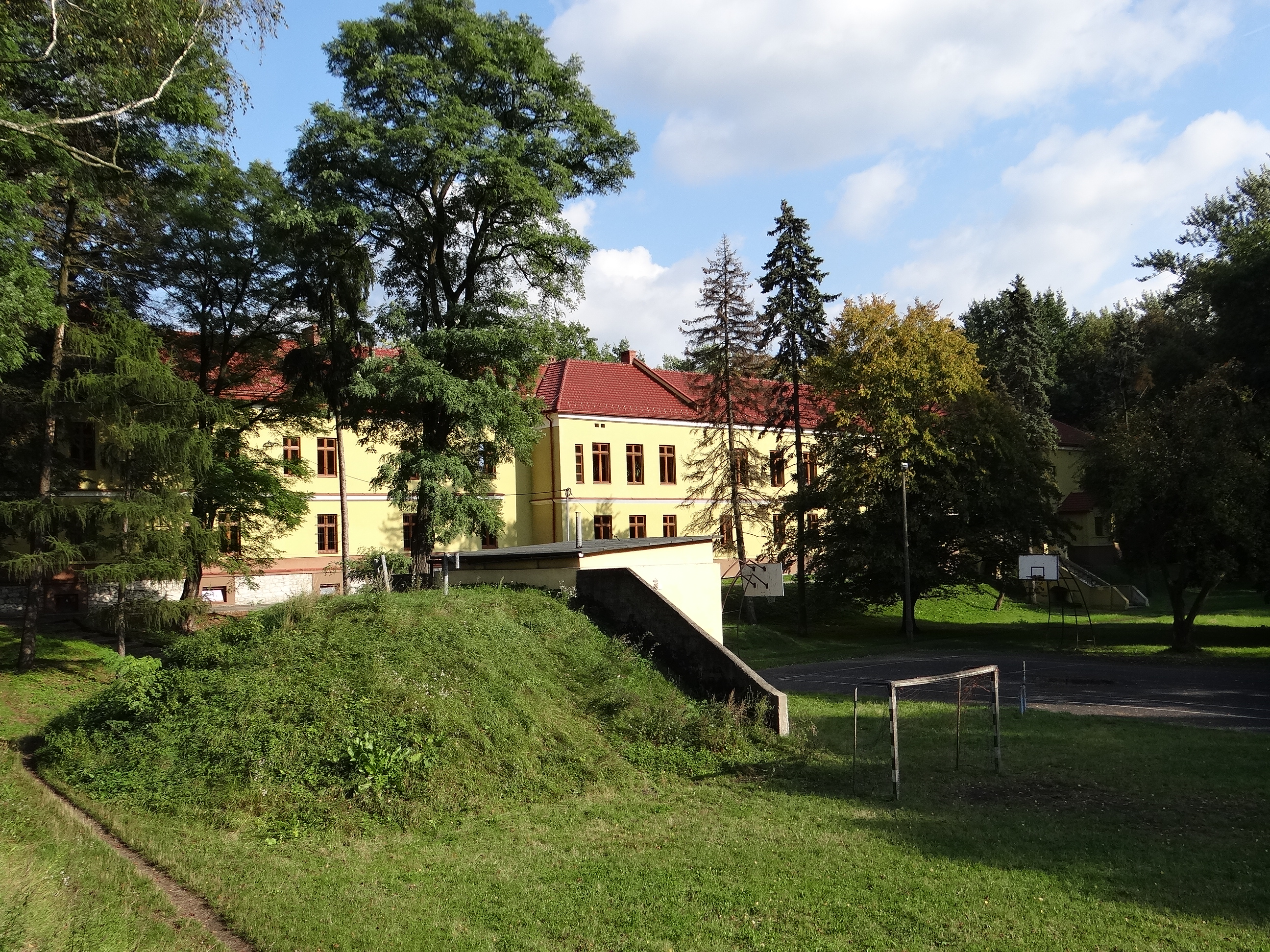
Gutshof

## Gliederung
Zur Landgemeinde (gmina wiejska) Czernichów gehören folgende 12 Dörfer mit einem Schulzenamt:
Czernichów
Czułówek
Dąbrowa Szlachecka
Kamień
Kłokoczyn
Nowa Wieś Szlachecka
Przeginia Duchowna
Przeginia Narodowa
Rusocice
Rybna
Wołowice
Zagacie

## Persönlichkeiten
Stefan Fryc (1894–1943), polnischer Fußballspieler